# Buteo rufofuscus
La poiana sciacallo (Buteo rufofuscus Forster, 1798) è un grande uccello rapace appartenente alla famiglia Accipitridae.

## Descrizione
Gli esemplari adulti presentano un piumaggio rossiccio all'altezza della schiena, il colore delle ali è rossastro nella parte superiore e bianco-nero in quella inferiore. La coda è dotata di piume lunghe fino a 7 cm di colore giallastro. Le femmine sono più grandi dei maschi. Il verso di questa specie è simile a quello di uno sciacallo, da qui il nome "poiana sciacallo".

## Biologia

### Riproduzione
Nella stagione riproduttiva i maschi diventano particolarmente pericolosi, poiché le femmine vanno in estro. Queste ultime costruiscono il nido con sassi e foglie, anche in rami isolati e alti fino a 300 m d'altezza, per proteggere le uova da predatori quali babbuini e leopardi. Una singola nidiata conta fino a 7 uova, dalle quali di solito non nascono più di 5 piccoli.

### Alimentazione
Si nutre di varie specie di roditori, rettili e pesci, a volte anche di passeri, anche se si tratta di casi rari.

## Distribuzione e habitat
La poiana sciacallo è endemica nell'Africa meridionale. Nonostante la sua portata limitata, è una specie abbastanza comune di rapace. Abita la maggior parte del Sudafrica, con un'assenza in parte della parte centro-settentrionale ma comune nel Transvaal. Da qui la gamma si estende ad ovest fino alla Namibia centrale e ad est attraverso il Lesotho e lo ESwatini nel sud del Mozambico e, a ovest, nell'estremo sud-est del Botswana. Si tratta in gran parte di una specie di abitazione montana, ma può spaziare da bassi affioramenti rocciosi e macerie a livello del mare ad alte montagne nel Lesotho fino a 3.500 m (11.500 piedi). Può adattarsi sia a condizioni desertiche, condizioni aride e aree con forti piogge e vegetazione verdeggiante. Principalmente preferisce essere vicino alla prateria in cui eseguire la maggior parte della sua caccia.

## Conservazione
Visto il vasto areale, l'abbondanza di prede e la mancanza di predatori naturali, la IUCN Red List classifica Buteo rufofuscus come specie a rischio minimo (Least Concern).